# Dominicanos en las Grandes Ligas de Béisbol
Desde 1956 una gran cantidad de beisbolistas de origen dominicano han jugado en las Grandes Ligas de Béisbol de los Estados Unidos, siendo la República Dominicana el segundo país del mundo después de los Estados Unidos con más beisbolistas en MLB.

## Lista

### A
- Fernando Abad (beisbolista)
- Winston Abreu
- Christian Adames
- Hanser Alberto
- Jayson Aquino
- Greg Aquino
- Arístides Aquino
- Gibson Alba
- Santo Alcalá
- Izzy Alcántara
- Manny Alexander
- Antonio Alfonseca
- Carlos Almánzar
- Edwin Almonte
- Erick Almonte
- Héctor Almonte
- Zoilo Almonte
- Felipe Alou
- Jesús Alou
- Matty Alou
- Moisés Alou
- Pedro Álvarez
- Joaquín Andújar
- Luis Andújar
- Miguel Andújar
- Álex Arias
- Miguel Asencio
- Ezequiel Astacio
- Pedro Astacio
- Erick Aybar
- Manny Aybar
- Willy Aybar
- José Arredondo

### B
- Benito Báez
- José Báez
- Lorenzo Barceló
- Miguel Batista
- Rafael Batista
- Tony Batista
- Danny Bautista
- Denny Bautista
- José Bautista
- José Bautista
- George Bell
- Juan Bell
- Rafael Belliard
- Ronnie Belliard
- Francis Beltrán
- Adrián Beltré
- Esteban Beltré
- Armando Benítez
- Joaquín Benoit
- Juan Bernhardt
- Ángel Berroa
- Gerónimo Berroa
- Wilson Betemit
- Emilio Bonifacio
- Pedro Borbón
- Pedro Borbón, Jr.
- Rafael Bournigal
- Yhency Brazoban
- Lesli Brea
- Bernardo Brito
- Eude Brito
- Jorge Brito
- Juan Brito
- Jorge Bonifacio

### C
- Daniel Cabrera
- Francisco Cabrera
- José Cabrera
- Melky Cabrera
- Napoleón Calzado
- Sil Campusano
- José Canó
- Robinson Canó
- José Capellán
- Fausto Carmona
- Ramón Caraballo
- Héctor Carrasco
- Rico Carty
- Carlos Casimiro
- Alberto Castillo
- Braulio Castillo
- Carmen Castillo
- Juan Castillo
- Luis Castillo
- Manny Castillo
- Bernie Castro
- Bill Castro
- Fabio Castro
- Starlin Castro
- Andújar Cedeño
- César Cedeño
- Domingo Cedeño
- Robinson Checo
- Pasqual Coco
- Alex Colomé
- Jesús Colomé
- Bartolo Colón
- Román Colón
- Francisco Cordero
- Francisco Cruceta
- Deivi Cruz
- Enrique Cruz
- Fausto Cruz
- Juan Cruz
- Nelson Cruz
- Nelson Cruz
- Víctor Cruz
- Johnny Cueto
- Jeimer Candelario

### D
- David Corniel
- David Ortiz
- Francisco de la Rosa
- Jesús de la Rosa
- Tomás de la Rosa
- Luis de los Santos
- Luis de los Santos
- Ramón de los Santos
- Valerio de los Santos
- Arturo DeFreites
- José De León
- Wilson Delgado
- Jorge DePaula
- César Devarez
- Rafael Devers
- Félix Díaz
- Lewin Díaz
- Víctor Díaz
- Miguel Diloné
- José Devers
- Juan Domíneguez
- Octavio Dotel
- Mariano Duncan
- Roberto Durán

### E
- Angelo Encarnación
- Edwin Encarnación
- Juan Encarnación
- Jerar Encarnación
- Luis Encarnación
- Mario Encarnación
- Juan Espino
- Nino Espinosa
- Leo Estrella
- Tony Eusebio
- Freddy Dolsi

- Wolsky Santana
- Richard Encarnacion

### F
- Carlos Febles
- Juan Francisco
- Junior Feliz
- Neftalí Feliz
- Pedro Feliz
- Félix Fermín
- Ramón Fermín
- José Fernández
- Tony Fernández
- Alfredo Fígaro
- Bienvenido Figueroa
- Jesús Figueroa
- Bartolomé Fortunato
- Freddy Duverge
- Julio Franco
- Hanley Frías
- Pepe Frías
- Rafael Furcal

### G
- Balvino Gálvez
- Eddy Garabito
- Amaury García
- Dámaso García
- Freddy García
- Guillermo García
- Robell García
- Jairo García
- Leo García
- Luis García
- Reynaldo García
- Esteban Germán
- Franklyn Germán
- César Gerónimo
- Jerry Gil
- Alexis Gómez
- Carlos Gómez
- Denny González
- José González
- Lariel González
- Pedro González
- Franklyn Gracesqui
- Alfredo Griffin
- Cecilio Guante
- Juan Guerrero
- Mario Guerrero
- Pedro Guerrero
- Vladimir Guerrero
- Vladimir Guerrero Jr.
- Wilton Guerrero
- José Guillén
- Cristian Guzmán
- Domingo Guzmán
- Freddy Guzmán
- Geraldo Guzmán
- Johnny Guzmán
- Juan Guzmán
- Ronald Guzmán
- Santiago Guzmán

### H
- Félix Heredia
- Wilson Heredia
- Anderson Hernández
- César Hernández
- Fernando Hernández
- Manny Hernández
- Pedro Hernández
- Rudy Hernández
- Runelvys Hernández
- Teoscar Hernández
- Elian Herrera
- José Herrera

## J
- Al Javier
- Julián Javier
- Stan Javier
- Domingo Jean
- D'Angelo Jiménez
- Elvio Jiménez
- José Jiménez
- Juan Jiménez
- Manny Jiménez
- Miguel Jiménez
- Ubaldo Jiménez
- Félix José
- Rick Joseph

### L
- Juan Lagares
- Rafael Landestoy
- Yovanny Lara
- Ramón Laureano
- Manuel Lee
- José Lima
- Rufino Linares
- Francisco Liriano
- Nelson Liriano
- Pedro Liriano
- Winston Llenas
- Alberto Lois
- Aquilino López
- Mendy López
- Pedro López
- Julio Lugo
- Héctor Luna

### M
- Julio Manón
- Manny Machado
- Ramón Mañón
- Josías Manzanillo
- Ravelo Manzanillo
- Juan Marichal
- Carlos Mármol[1]
- Andy Marte
- Starling Marte
- Dámaso Marte
- Norberto Martín
- Anastacio Martínez
- Domingo Martínez
- Félix Martínez
- Luis Martínez
- Manny Martínez
- Pablo Martínez
- Pedro Martínez
- Pedro Martínez
- Ramón Martínez
- Sandy Martínez
- Silvio Martínez
- Ted Martínez
- Víctor Mata
- Henry Mateo
- Julio Mateo
- Rubén Mateo
- Francisco Matos
- Pascual Matos
- Miguel Mejía
- Roberto Mejía
- Sam Mejías
- Juan Melo
- Henry Mercedes
- José Mercedes
- Luis Mercedes
- Yermín Mercedes
- José Mesa
- Adalberto Mondesí
- Raúl Mondesí
- José Morbán
- Ramón Morel
- José Moreno
- Andy Mota
- Danny Mota
- Guillermo Mota
- José Mota
- Manny Mota
- Arnie Muñoz

### N
- Junior Noboa
- Nelson Norman
- Abraham Núñez
- Abraham Núñez
- José Núñez
- José Núñez
- Neifi Jiménez

### O
- José Offerman
- Chi-Chi Olivo
- José Oliva
- David Ortiz
- Diómedes Olivo
- Luis Ortiz
- Ramón Ortiz
- Willis Otáñez
- Pablo Ozuna
- Marcell Ozuna

### P
- José Paniagua
- José Parra
- Christian Pache
- Ronny Paulino
- Julio Peguero
- Rudy Pemberton
- Alejandro Peña
- Ángel Peña
- Carlos Peña
- Elvis Peña
- Francisco Peña
- Gerónimo Peña
- Hipólito Peña
- Jesús Peña
- Juan Peña
- Joel Peralta
- Ramón Peña
- Roberto Peña
- Tony Peña
- Tony Peña, Jr.
- Wily Mo Peña
- Jhonny Peralta
- Antonio Pérez
- Carlos Pérez
- Mélido Pérez
- Neifi Pérez
- Odalis Pérez
- Pascual Pérez
- Rafael Pérez
- Santiago Pérez
- Timoniel Pérez
- Yorkis Pérez
- Hipólito Pichardo
- Luis Pineda
- Gregory Polanco
- Plácido Polanco
- Luis Polonia
- Arquimedez Pozo
- Albert Pujols
- Luis Pujols

### Q
- Rafael Quirico

### R
- Aramis Ramírez
- Elizardo Ramírez
- Hanley Ramírez
- Héctor Ramírez
- Julio Ramírez
- Manny Ramírez
- Rafael Ramírez
- Ramón Ramírez
- Domingo Ramos
- Gilberto Reyes
- José Reyes
- José Rijo
- Webster Rivas
- Ben Rivera
- Willis Roberts
- Rafael Robles
- Fernando Rodney
- Alex Rodríguez
- Eddy Rodríguez
- Félix Rodríguez
- Henry Rodríguez
- Nerio Rodríguez
- Ricardo Rodríguez
- Ronny Rodríguez
- Rubén Rodríguez
- Tony Rodríguez
- Wandy Rodríguez
- Ed Rogers
- Esmil Rogers
- Mel Rojas
- Mel Rojas Jr.
- José Román
- Ramón Romero
- Rafael Roque
- Francisco Rosario
- Mel Rosario
- Rodrigo Rosario
- Víctor Rosario
- Wilin Rosario
- Wilkin Ruan
- Raudi Rodríguez

### S
- Humberto Sánchez
- Miguel Sanó
- Amado Samuel
- Juan Samuel
- Alejandro Sánchez
- Duaner Sánchez
- Félix Sánchez
- Jesús Sánchez
- Andrés Santana
- Carlos Santana
- Ervin Santana
- Danny Santana
- Julio Santana
- Marino Santana
- Rafael Santana
- Ramón Santiago
- Francisco Santos
- Víctor Santos
- Luis Saturria
- José Segura
- Wascar Serrano
- Luis Silverio
- Tom Silverio
- Julio Solano
- Alfonso Soriano
- Rafael Soriano
- Elías Sosa
- Jorge Sosa
- José Sosa
- Juan Sosa
- Sammy Sosa
- Gregory Soto
- Mario Soto
- Juan Soto
- William Suero
- José Siri

### T
- Raimel Tapia
- Fernando Tatis
- Fernando Tatís Jr.
- Ramón Tatis
- Jesús Tavárez
- Julián Tavárez
- Álex Taveras
- Frank Taveras
- Oscar Taveras
- Willy Taveras
- Miguel Tejada
- Wilfredo Tejada
- Robinson Tejeda
- Amaury Telemaco
- Luis Terrero
- Andrés Thomas
- Ángel Torres
- Ramón Torres (beisbolista)
- Salomón Torres

### U
- José Uribe
- Juan Uribe

### V
- Carlos Valdez
- César Valdez
- Efraín Valdez
- Julio Valdez
- Merkin Valdez
- Rafael Valdez
- Sergio Valdez
- Wilson Valdez
- Yohanny Valera
- José Valverde
- Claudio Vargas
- Jorge Vásquez
- Rafael Vásquez
- Freddie Velázquez
- Yordano Ventura
- Darío Veras
- José Veras
- Quilvio Veras
- Wilton Veras
- José Vidal
- Jonathan Villar
- Ozzie Virgil
- José Vizcaíno
- Luis Vizcaíno
- Edinson Vólquez

### W
- Willis Roberts
- Héctor Wagner

Wander franco

### Y
- Yerry rodriguez
- Esteban Yan

NOTA: esta lista está incompleta; si conoces algunos, ayuda a Wikipedia.